# Hàm Rồng, Sa Pa
Hàm Rồng là một phường thuộc thị xã Sa Pa, tỉnh Lào Cai, Việt Nam.

## Địa lý

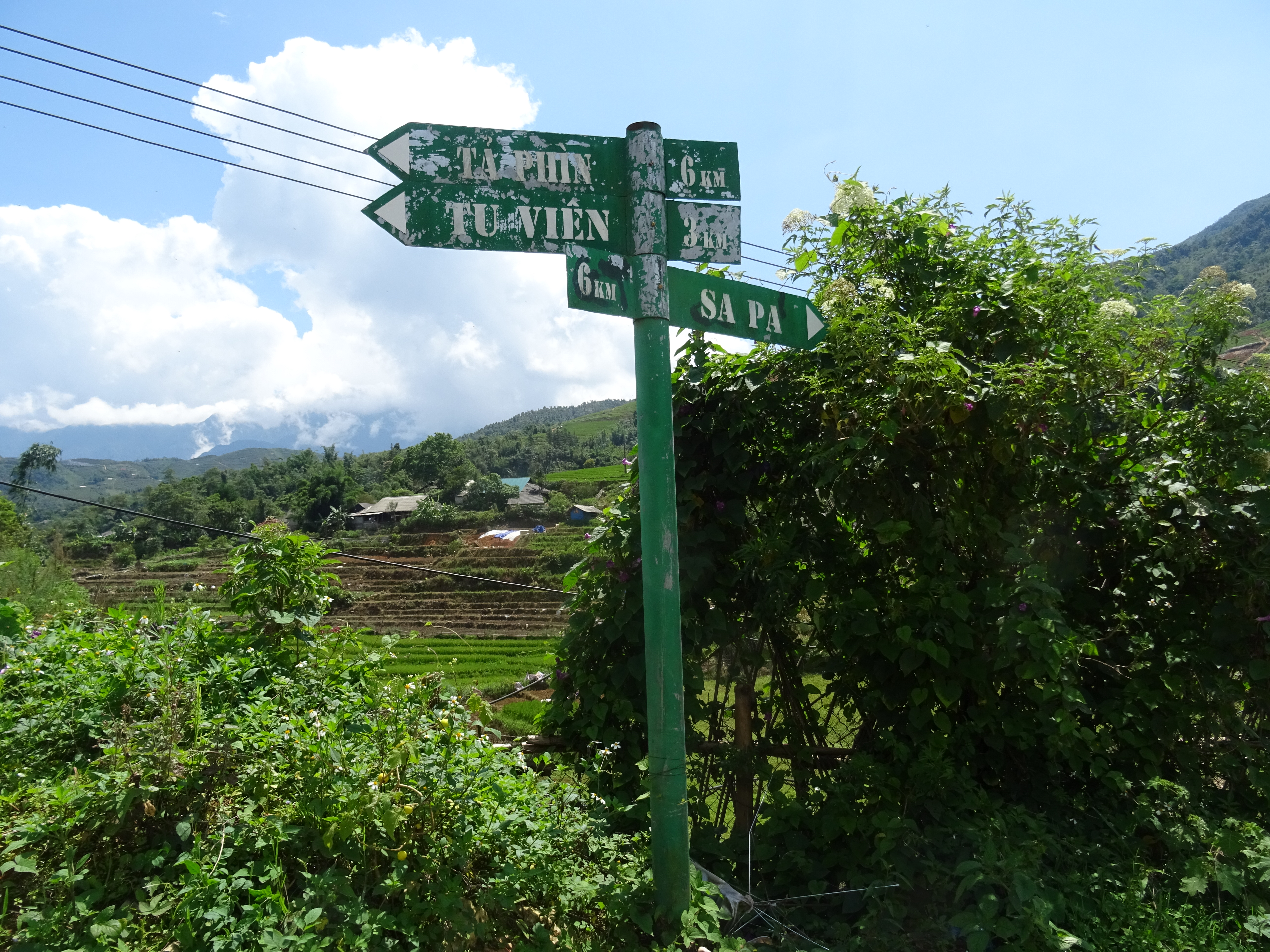
Một bảng chỉ dẫn đường tại phường Hàm Rồng

Phường Hàm Rồng nằm ở trung tâm thị xã Sa Pa, có vị trí địa lý:
- Phía đông giáp phường Sa Pả và xã Trung Chải
- Phía tây giáp phường Phan Si Păng
- Phía nam giáp phường Sa Pa
- Phía bắc giáp xã Tả Phìn.

Phường có diện tích 8,69 km², dân số năm 2018 là 7.413 người, mật độ dân số đạt 853 người/km².

## Hành chính
Phường Hàm Rồng được chia thành 5 tổ dân phố đánh số từ 1 đến 5.

## Lịch sử
Phường Hàm Rồng được thành lập vào ngày 1 tháng 1 năm 2020 trên cơ sở điều chỉnh 2,05 km² diện tích tự nhiên, 4.743 người của thị trấn Sa Pa và 6,64 km² diện tích tự nhiên, 2.670 người của xã Sa Pả.